# Final da Taça dos Clubes Vencedores de Taças de 1983–84
A Final da Taça dos Vencedores das Taças de 1983–84 foi um jogo de futebol disputado entre a Juventus da Itália e o Porto de Portugal. Foi a partida final da Taça dos Vencedores das Taças de 1983-84 e a 24ª final da Taça dos Clubes Vencedores de Taças. Foi disputada no Estádio St. Jakob-Park em Basileia, Suíça.
A Juventus venceu a partida por 2–1 devido aos golos de Beniamino Vignola e Zbigniew Boniek. Foi o quarto ano consecutivo em que a final foi resolvida por um placar de 2 a 1.

## Caminho para a final
| Juventus            | Juventus | Juventus | Juventus |                  | Porto            | Porto   | Porto   | Porto   |
| ------------------- | -------- | -------- | -------- | ---------------- | ---------------- | ------- | ------- | ------- |
| Oponente            | Total    | 1º jogo  | 2º jogo  |                  | Oponente         | Total   | 1º jogo | 2º jogo |
| Lechia Gdańsk       | 10–2     | 7–0 (C)  | 3–2 (F)  | Primeira ronda   | Dínamo de Zagreb | 2–2 (f) | 1–2 (F) | 1–0 (C) |
| Paris Saint-Germain | 2–2 (f)  | 2–2 (F)  | 0–0 (C)  | Segunda ronda    | Rangers          | 2–2 (f) | 1–2 (F) | 1–0 (C) |
| Haka                | 2–0      | 1–0 (F)  | 1–0 (C)  | Quartas de final | Shakhtar Donetsk | 4–3     | 3–2 (C) | 1–1 (F) |
| Manchester United   | 3–2      | 1–1 (F)  | 2–1 (C)  | Semifinais       | Aberdeen         | 2–0     | 1–0 (C) | 1–0 (F) |

## Jogo
O treinador do Porto José Maria Pedroto já muito debilitado não conseguiu preparar nem acompanhar a equipa para o jogo.

### Detalhes
| 16 de maio de 1984 | Juventus                 | 2 – 1     | Porto     | St. Jakob-Park, Basileia                  |
| 19:45              | Vignola 13' · Boniek 41' | Relatório | Sousa 29' | Público: 55 000 Árbitro: GDR Adolf Prokop |

| Juventus | Porto |

| GK                  | 1  | Stefano Tacconi    |     |     |
| RB                  | 2  | Claudio Gentile    |     |     |
| LB                  | 3  | Antonio Cabrini    |     |     |
| RM                  | 4  | Massimo Bonini     |     |     |
| CB                  | 5  | Sergio Brio        |     |     |
| SW                  | 6  | Gaetano Scirea (c) |     |     |
| RW                  | 7  | Beniamino Vignola  |     | 89' |
| LM                  | 8  | Marco Tardelli     |     |     |
| CF                  | 9  | Paolo Rossi        |     |     |
| AM                  | 10 | Michel Platini     | 88' |     |
| SS                  | 11 | Zbigniew Boniek    |     |     |
| Substitutes:        |    |                    |     |     |
| SW                  | 13 | Nicola Caricola    |     | 89' |
| Manager:            |    |                    |     |     |
| Giovanni Trapattoni |    |                    |     |     |

| GK             | 1  | Zé Beto            |     |     |
| RB             | 2  | João Pinto         |     |     |
| LB             | 3  | Eduardo Luís       | 58' | 82' |
| CB             | 4  | Lima Pereira       | 81' |     |
| CB             | 5  | Eurico Gomes       |     |     |
| RW             | 6  | Jaime Magalhães    |     | 64' |
| CM             | 7  | António Frasco     |     |     |
| CM             | 8  | António Sousa      |     |     |
| CF             | 9  | Fernando Gomes (c) |     |     |
| DM             | 10 | Jaime Pacheco      |     |     |
| LW             | 11 | Vermelhinho        |     |     |
| Substitutes:   |    |                    |     |     |
| FW             | 15 | Mickey Walsh       |     | 64' |
| MF             | 16 | José Costa         |     | 82' |
| Manager:       |    |                    |     |     |
| António Morais |    |                    |     |     |

| ÁrbitroS assistenteS: Siegfried Kirschen (Alemanha Oriental) Klaus Peschel (Alemanha Oriental) | Regras do jogo - 90 minutos - 30 minutos de prolongamento se necessário - Desempate grandes penalidades se continuar empatado - Cinco substitutos - Máximo de duas substituições |

## References
1. ↑  «UEFA Cup Winners' Cup: All-time finals». União das Associações Europeias de Futebol  (UEFA). 30 de Junho de 2005. Consultado em 18 de Agosto de 2014. Arquivado do original em 16 de Julho de 2012